# Họ Đu đủ
Họ Đu đủ (danh pháp khoa học: Caricaceae, đồng nghĩa: Papayaceae) là một họ thực vật có hoa thuộc bộ Cải (Brassicales), là bản địa khu vực nhiệt đới Trung, Nam Mỹ và châu Phi. Chúng là các loài cây bụi hay cây gỗ nhỏ thân xốp và mập, thường xanh, tuổi thọ thấp, cao tới 5–10 m; nhiều loài có quả ăn được và là nguồn cung cấp papain. Một loài, Vasconcellea horovitziana là dây leo và 3 loài thuộc chi Jarilla là cây thân thảo.
Cụm hoa mọc ở nách lá, kiểu xim hoa. Lá hình chân vịt hay xẻ thùy, mọc so le. Lá và quả xanh chứa nhựa mủ màu trắng. Quả mọng, lớn. Hạt có nội nhũ nhiều dầu.

## Phân loại
Họ này chứa khoảng 4-6 chi và 34 loài:
- Carica (bao gồm cả Papaya): 1 loài, đu đủ (Carica papaya) ở Trung Mỹ. Dạng hoang dại có từ Mexico tới Costa Rica, nhưng hiện nay được gieo trồng ở nhiều nơi. Trước đây gộp cả chi Vasconcellea.
- Cylicomorpha: 2 loài, châu Phi (Tây Phi 1 loài Cylicomorpha solmsii và Đông Phi 1 loài Cylicomorpha parviflora).
- Horovitzia: 1 loài (Horovitzia cnidoscoloides) trong khu vực rừng cận núi cao thuộc Sierra de Juaréz (Oaxaca) ở miền nam Mexico.
- Jacaratia: 6 loài ở vùng đất thấp Nam Mỹ và Trung Mỹ (bao gồm cả Leucopremna, Pileus).
- Jarilla (bao gồm cả Jarrilla, Mocinna): 3 loài cây thân thảo lâu năm đặc hữu Mexico và Guatemala.
- Vasconcellea: 19 - 25 loài, chủ yếu phân bố ở Nam Mỹ phía bắc dãy núi Andes. Tại Trung Mỹ và Mexico chỉ có 2 loài. Có thể gộp trong chi Carica trong một số hệ thống phân loại.

## Phát sinh chủng loài
Dựa trên các phân tích phân tử, họ này được coi là có nguồn gốc châu Phi vào đầu đại Tân Sinh, khoảng 65-66 triệu năm trước (Ma). Sự phát tán từ châu Phi sang Trung Mỹ xảy ra khoảng 35 Ma, có lẽ là nhờ các hải lưu từ vùng châu thổ Congo. Từ Trung Mỹ, họ đã loang rộng tới Nam Mỹ vào khoảng 19-27 Ma.
Về các mối quan hệ phát sinh chủng loài, xem Kyndt et al. (2005), Carvalho và Renner (2012) và Carvalho (2013). Chi Cylicomorpha ở châu Phi là chị em với phần còn lại của họ - các loài bản địa châu Mỹ. Mối quan hệ phát sinh chủng loài [Cylicomorpha [[Jacaratia + Vasoncellea] [Carica papaya [Horovitzia + Jarilla]]]] nói chung có độ hỗ trợ tốt.

|  | Carica                                                 |
|  |                                                        |
|  | \| \| Horovitzia \| \| \| \| \| \| Jarilla \| \| \| \| |
|  |                                                        |
|  | Horovitzia                                             |
|  |                                                        |
|  | Jarilla                                                |
|  |                                                        |

|  | Horovitzia |
|  |            |
|  | Jarilla    |
|  |            |

|  | Jacaratia    |
|  |              |
|  | Vasconcellea |
|  |              |

|  | Carica                                                 |
|  |                                                        |
|  | \| \| Horovitzia \| \| \| \| \| \| Jarilla \| \| \| \| |
|  |                                                        |
|  | Horovitzia                                             |
|  |                                                        |
|  | Jarilla                                                |
|  |                                                        |

|  | Horovitzia |
|  |            |
|  | Jarilla    |
|  |            |

|  | Jacaratia    |
|  |              |
|  | Vasconcellea |
|  |              |

|  | Carica                                                 |
|  |                                                        |
|  | \| \| Horovitzia \| \| \| \| \| \| Jarilla \| \| \| \| |
|  |                                                        |
|  | Horovitzia                                             |
|  |                                                        |
|  | Jarilla                                                |
|  |                                                        |

|  | Horovitzia |
|  |            |
|  | Jarilla    |
|  |            |

|  | Jacaratia    |
|  |              |
|  | Vasconcellea |
|  |              |

|  | Carica                                                 |
|  |                                                        |
|  | \| \| Horovitzia \| \| \| \| \| \| Jarilla \| \| \| \| |
|  |                                                        |
|  | Horovitzia                                             |
|  |                                                        |
|  | Jarilla                                                |
|  |                                                        |

|  | Horovitzia |
|  |            |
|  | Jarilla    |
|  |            |

|  | Jacaratia    |
|  |              |
|  | Vasconcellea |
|  |              |

## Lưu ý
Tên gọi đu đủ cũng được dùng cho chi Asimina (8-9 loài thân gỗ) của họ Annonaceae, nguồn gốc miền đông Bắc Mỹ, nhưng có lẽ các loài cây thuộc chi này hoàn toàn không có tại Việt Nam. Điều dễ gây nhầm lần này là do một trong số các tên gọi chung của chi này trong tiếng Anh là pawpaw, đôi khi cũng được sử dụng cho chi Carica của họ Caricaceae (do bề ngoài của quả giữa các loài của hai chi này khá giống nhau), và vì thế một số người đã dịch chúng thành đu đủ. Để phân biệt, tại Wikipedia sẽ gọi chi Asimina là đu đủ Bắc Mỹ.

## Hình ảnh

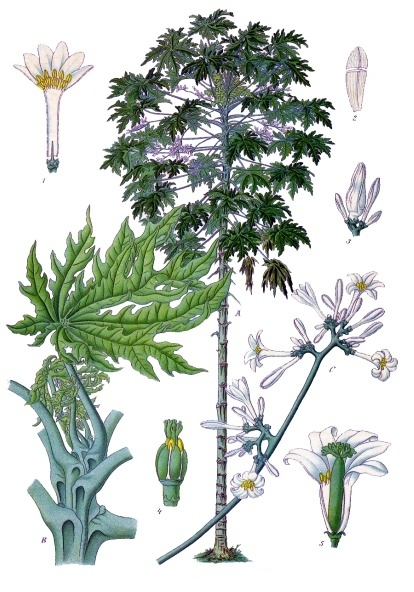
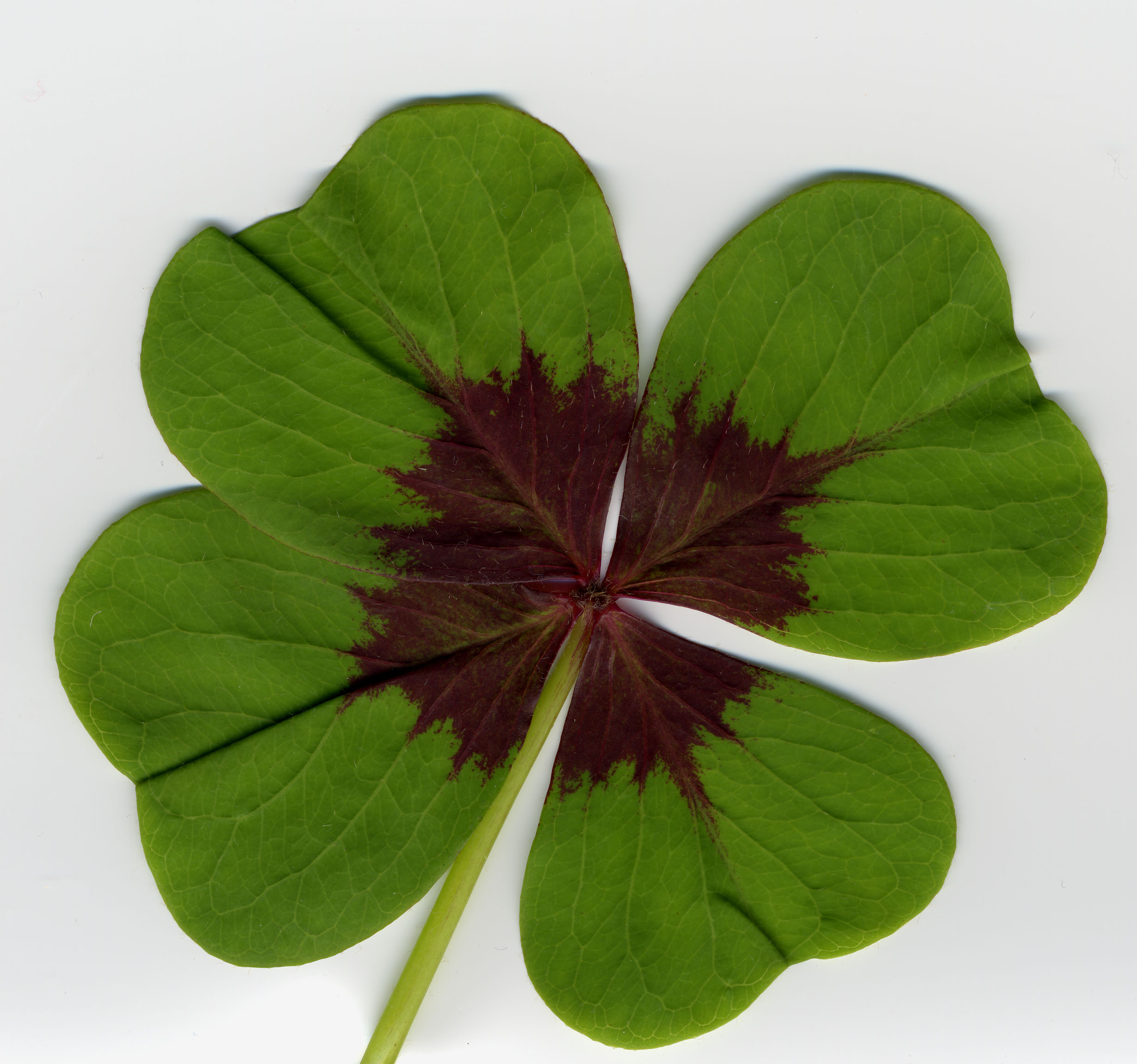
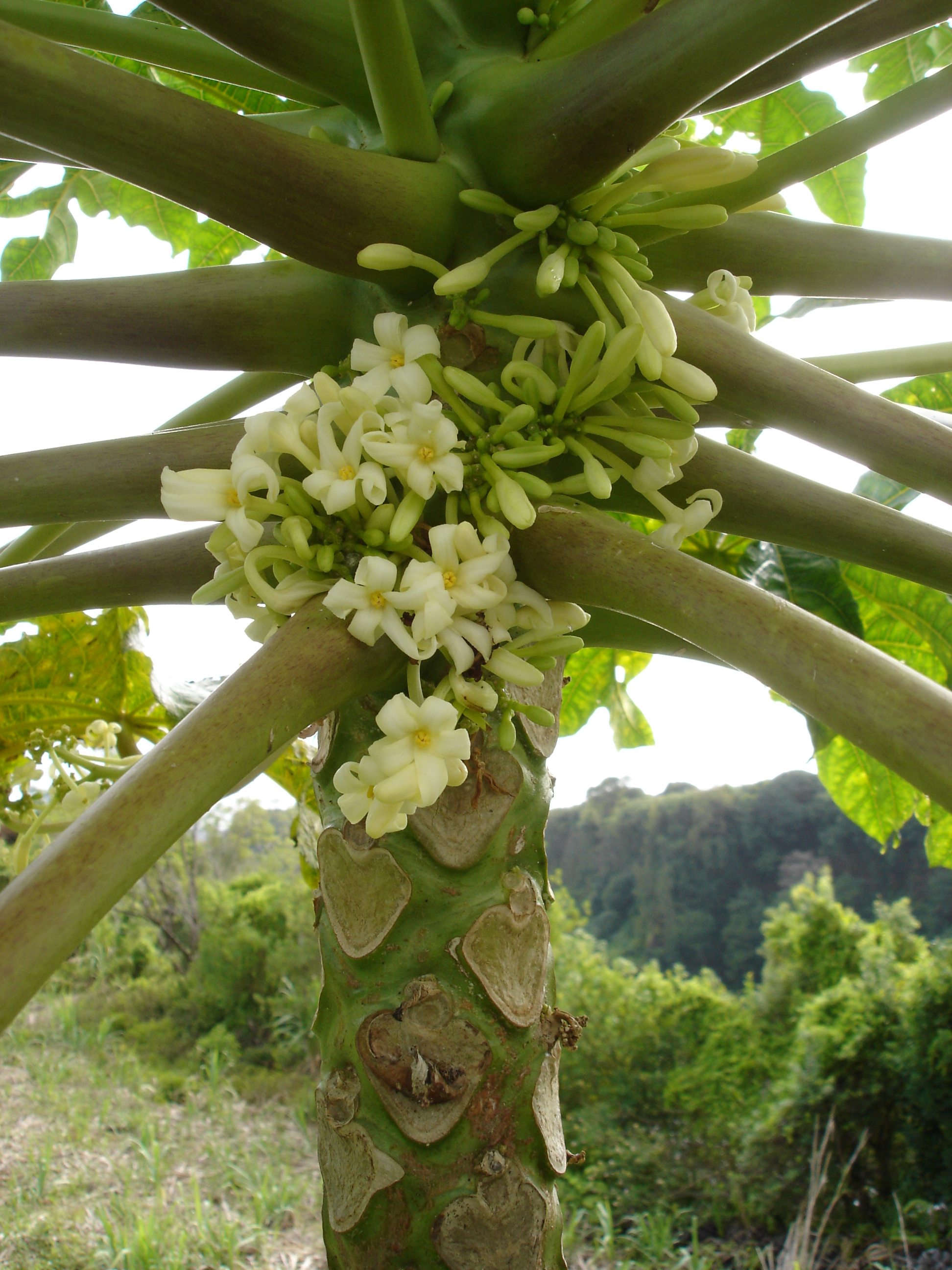